# Rodolfo di Canne
Rodolfo di Canne (fl. XI secolo) è stato un cavaliere medievale normanno vissuto nella prima metà dell'XI secolo al seguito della casata Altavilla.

## Biografia
Partecipò a Melfi al parlamento generale dei baroni longobardi e normanni, indetto al principio del 1043 da Guaimario V, principe longobardo di Salerno, da Rainulfo Drengot, conte di Aversa, e da Guglielmo I d'Altavilla. Come gli altri partecipanti fece omaggio come vassallo al principe Guaimario, il quale riconobbe a Guglielmo d'Altavilla il titolo di conte, facendo nascere la contea di Puglia. I territori del nuovo stato vennero suddivisi in dodici baronie, ad eccezione della capitale Melfi e Rodolfo di Canne ottenne la baronia di Canne, comprendente il territorio della Capitanata fino alla riva destra del fiume Ofanto.